# 邹容墓
邹容墓，位于上海市徐汇区华泾镇华泾五村居委会的华泾路北侧，是近代革命家邹容的墓葬。1905年，邹容病逝于上海市提篮桥监狱，其遗体被同乡收殓，后于1906年葬于上海县华泾人刘季平的自宅旁。1923年邹容墓得以重建。文化大革命中邹容墓一度被砸毁，1981年重建。该墓主体建筑为圆筒形墓丘，墓丘前有墓碑和塔形墓标，墓丘左右两侧各有一座石亭，分别放置墓志铭和墓表，墓丘后安放有一扇石屏。1981年，邹容墓被列为上海市文物保护单位。

## 历史
邹容（1885～1905），字蔚丹，四川巴县人，近代革命家。清光绪二十八年（1902年）赴日留学，次年回国，与章太炎一同住在蔡元培主持的上海爱国学社中。经章太炎等介绍，邹容在《苏报》上发表《革命军》一书，遂引发苏报案，邹容在苏报案中主动向租界工部局投案，后被判处2年徒刑。光绪三十一年二月二十九日（1905年4月3日）邹容病逝于上海市提篮桥监狱，遗体被丢弃在监狱墙外，后由同乡陈竟全收殓，并暂时停放于北四川路的四川义庄。为避免清政府发现，棺木上所写的名字为“周容”。光绪三十二年（1906年）二月二十九日晚，上海县华泾人刘季平（刘三）带领几名同乡用小船将邹容棺木运到华泾镇，并葬在自宅黄叶楼的旁边。这座墓葬由当地营造商杨斯盛出资，并由蔡元培题名，墓碑上的名字仍为“周容”。:145-147
中华民国成立后，邹容被孙中山追赠大将军。在北洋政府时期，邹容墓遭到严重破坏。1922年，章太炎等人寻访到了邹容葬地，次年章太炎连同章士钊、张继、李根源、于右任、刘继平等出资重修该墓，并树立了墓表。中华人民共和国成立后，1962年，上海县政府出资重修邹容墓，并绿化了邹容墓的环境。1963年，邹容墓被列为上海县文物保护单位。文化大革命期间，邹容墓被砸毁。1981年，上海市文物管理委员会用邹容墓的原物重新恢复了邹容墓的原貌，但位置从华泾路南移到了路北。同年，邹容墓被列为上海市文物保护单位:145-147。

## 结构
邹容墓位于上海市徐汇区华泾镇华泾五村居委会的华泾路北侧，占地面积约800平方米。墓丘呈圆筒形，高2.36米，直径2.48米。墓丘后立有一块梯形石屏，墓丘的东西两侧各建有石亭，其中西侧石亭内安放有墓志铭，由章太炎撰写，李根源书写；东侧石亭内安放有《赠大将军巴县邹容墓表》石碑，高1.06米，碑文由章太炎撰写，于右任书写。两个碑亭内的石碑均高1.06米。墓丘前安放有一块碑额雕刻有双龙的墓碑，上有章太炎篆书“赠大将军巴县邹容墓”字样。墓碑前安放有石祭台。石祭台前的墓道正中立有一块塔状墓标，上书“邹容之墓”四字，通高2.40米。墓表、墓志铭等物品仍为1923年墓葬修建时的原物。墓葬周围种有常青松柏。